# Hettlingen
Hettlingen (toponimo tedesco) è un comune svizzero di 3 168 abitanti del Canton Zurigo, nel distretto di Winterthur.

## Monumenti e luoghi d'interesse

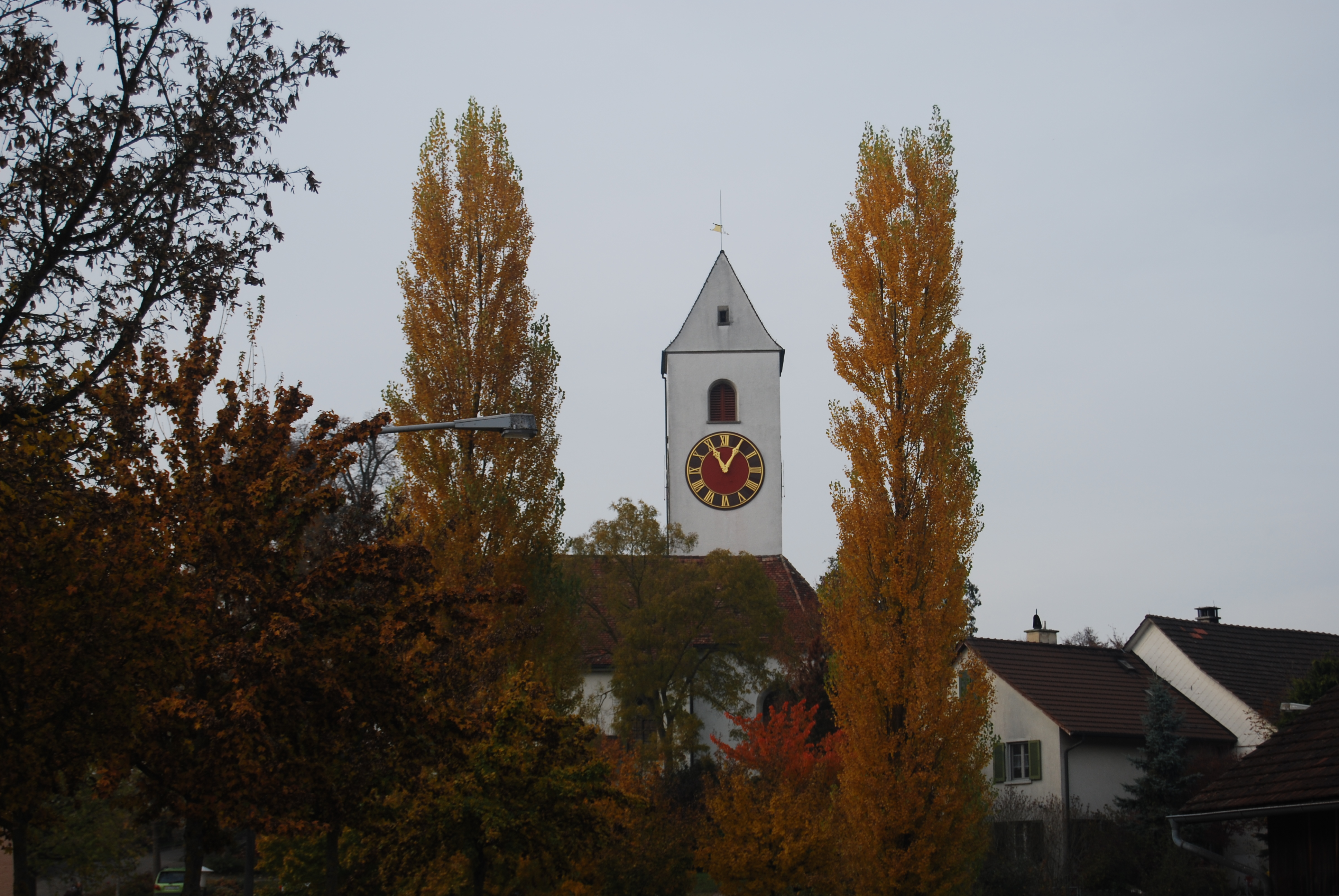
La chiesa riformata

- Chiesa riformata (già di San Nicola), eretta nell'Alto Medioevo e ricostruita nel 1522[1].

## Società

### Evoluzione demografica
L'evoluzione demografica è riportata nella seguente tabella:
Abitanti censiti

## Infrastrutture e trasporti

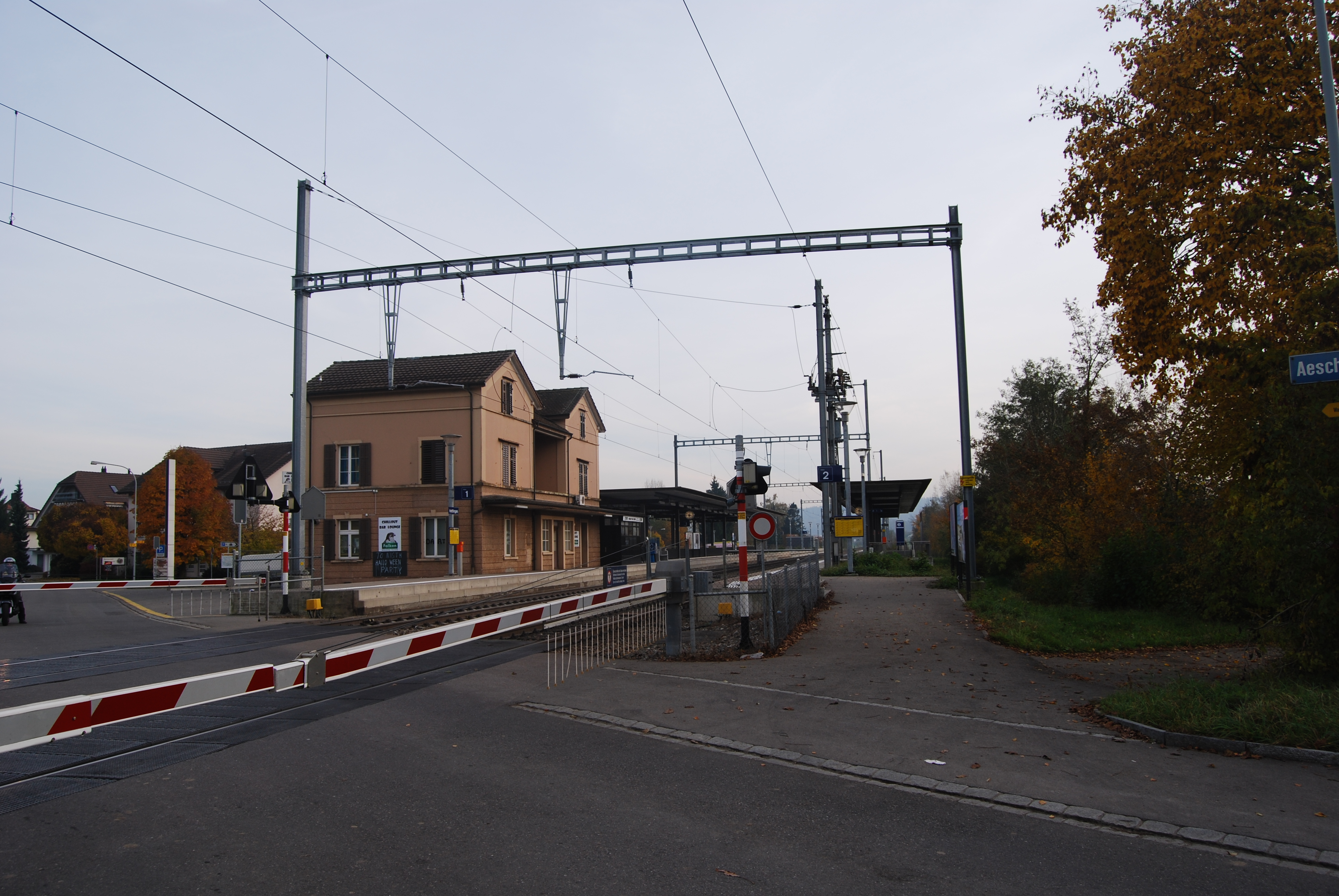
La stazione di Hettlingen

Hettlingen è servito dall'omonima stazione sulla Rheinfallbahn (linea S33 della rete celere di Zurigo).

## Amministrazione
Ogni famiglia originaria del luogo fa parte del cosiddetto comune patriziale e ha la responsabilità della manutenzione di ogni bene ricadente all'interno dei confini del comune.